# Платформени плъзгащи врати
Станцията от затворен тип е метростанция, чиито перони са обезопасени от пристигащите и заминаващи влакове с преграда между перона и релсовия път, чиито врати се отварят при качване и слизане от вагоните. Проектът е предназначен да предотврати злополуки като падания на пътници на релсите, както и да ограничи неразрешения достъп до подземните тунели.
Станцията от затворен тип („хоризонтален асансьор“) в Русия е специален тип колонна стена на метростанция без странични перони.
От двете страни на централната зала на такава станция има отвори, затворени от вратите на станциите, отделящи залата от тунелите, в които спират пристигащите влакове. Такива станции условно се наричат „хоризонтален асансьор“ поради приликата им с асансьори, в които плъзгащите се врати на кабината се отварят синхронно с етажните врати, разположени на съответния етаж. Първото предложение за използването на такъв тип врати е направено за метростанция „Чернишевска“ в Ленинград (днес Санкт-Петербург, Руска федерация), но подземна зала от тип „хоризонтален асансьор“ е изградена за първи път в света на станция „Парк Победи“ в същия град. Станцията, проектирана от А. К. Андреев, е открита през 1961 г. Подобни метростанции от типа „хоризонтален асансьор“ в СССР са изградени само в Ленинград.

## Видове
Технологията тип „хоризонтален асансьор“ бива два вида:
- Платформени плъзгащи врати – система, състояща се от преграда под формата на стена с плъзгащи се врати, най-често от стъкло, която достига до тавана и напълно изолира станцията от релсовия път (например, в метрото в Копенхаген).
- Автоматична портална платформа – система, състояща се от преграда под формата на ограда с различна височина с плъзгащи се врати, най-често от стъкло, която не достига до тавана и не изолира напълно станцията от релсовия път. Обикновено височината на тази преграда е само половината от височината на  системата с платформени плъзгащи врати (например, на станция „Шин-Накано“), но понякога достига височината на влака (например, на станция „Ang Mo Kio MRT“).

## Платформени плъзгащи врати
Предимства:
- Предотвратява случайни падания на пътници на релсите.
- Намалява риска от злополуки.
- Подобрява регулирането на температурата на станцията (отоплението, вентилацията и климатизацията са по-ефективни, когато станцията е изолирана от тунела).
- Подобрява безопасността – достъпът до релсовия път и тунелите е ограничен.
- По-ниски разходи – в съчетание с автоматизирано управление премахва необходимостта от машинисти и кондуктори, като по този начин се намаляват разходите за труд.
- Предотвратява се падането на потенциално запалими предмети и отпадъци върху релсите.
- Подобрява се качеството на звука в гласовите обявления на платформата, тъй като фоновият шум от тунелите и влаковете намалява.

Основният недостатък на тази система е нейната цена. Често инсталацията на подобна система струва няколко милиона щатски долара за всяка станция. Когато се използва за модернизиране на стари метростанции, тази система налага ограничения за типа подвижен състав, който може да се използва по линията, тъй като вратите на влаковете трябва да имат същото разположение като вратите на платформата. Това води до допълнителни разходи за модернизация и закупуване на подвижни състави. Тази система също така възпрепятства естествената вентилация и по този начин увеличава разходите за регулиране на температурата.
Вратите също могат да представляват рискове за сигурността. Основният риск е хората да бъдат заклещени между вратите на платформата и вагона на подвижния състав и да бъдат премазани, когато влакът тръгне. Подобни случаи са редки и могат да зависят от системата за контрол и управление на достъпа, както и от дизайна на вратите.

### Автоматична портална платформа
Тази система се състои от преграда под формата на ограда с врати, чиято височина обикновено е само половината от височината на системата с платформени плъзгащи врати. Преградата е разположена в края на платформите в метрото за предотвратяване на случайни падания на пътници на релсовия път. Подобно на системата с платформени плъзгащи врати, вратите на автоматичната портална платформа се отварят и затварят едновременно с вратите на влака.